# Bear Lake (Michigan)
Bear Lake – wieś w Stanach Zjednoczonych, w stanie Michigan, w hrabstwie Manistee.